# Rękoliście
Rękoliście (Brachyphyllini) – plemię ssaków z podrodziny jęzorników (Glossophaginae) w rodzinie liścionosowatych (Phyllostomidae).

## Rozmieszczenie geograficzne
Plemię obejmuje gatunki występujące na Antylach.

## Podział systematyczny
Do plemienia należą następujące rodzaje:
- Brachyphylla J.E. Gray, 1834 – rękoliść
- Phyllonycteris Gundlach, 1861 – liściolot
- Erophylla G.S. Miller, 1906 – kwiatojad